# شهرستان تاما (آیووا)
شهرستان تاما، آیووا (به انگلیسی: Tama County, Iowa) شهرستانی در ایالات متحده آمریکا است که در آیووا واقع شده‌است.

## خصوصیات
شهرستان تاما ۱٬۸۶۹٫۹۸ کیلومترمربع مساحت دارد.